# Nicolas Reyntiens
Nicolas Jean Ghislain Reyntiens (Mechelen, 2 november 1821 - Sint-Joost-ten-Node, 6 februari 1879) was een Belgisch senator.

## Levensloop
Hij was een zoon van André-Joseph Reyntiens (die in 1827 overleed) en van Jeanne-Thérèse Janssens. Hij deed bescheiden studies bij de jezuïeten in Namen en aan het Collège Stanislas in Parijs. Hij studeerde niet verder, toen hij zich bij zijn meerderjarigheid aan het hoofd bevond van een aanzienlijk fortuin.
Hij kon zich derhalve volledig wijden aan wat zijn belangstelling opwekte: kunst, politiek, sociologie, reizen. Hij werd zeer bevriend met twee mannen die op hem een grote invloed uitoefenden, Emile de Laveleye en Jean Portaels. Tijdens zijn reizen leerde hij met groot gemak talen aan. Hij sprak en schreef weldra Duits, Engels en andere talen.
Met Portaels reisde hij in 1844 tot 1846 doorheen Italië, Griekenland, Klein Azië en Egypte. In 1847 reisde hij doorheen Spanje en Portugal, en vervolgens, samen met Emile de Laveleye, doorheen Duitsland. Na de revolutie van 1848 keerde hij naar Duitsland terug en woonde er de debatten in het parlement van Frankfurt bij. Van toen dateert zijn bijzondere belangstelling voor het onderwijs, waarvan hij overtuigd werd dat het de toekomst zou bepalen.
Langs de Laveleye kwam hij onder de invloed van de Gentse hoogleraar François Huet (1814-1869) en van de kleine groep voorlopers van een christelijk socialisme die zich rond hem schaarden in de Société Huet. Reyntiens hielp mee aan de oprichting van hun orgaan, La Flandre libérale.
Had hij in 1847 enthousiast geschreven over de liberale zienswijzen en het oratorisch talent van Henri Lacordaire, dan was hij minder gelukkig over de evolutie van een andere liberale katholiek, graaf Charles de Montalembert, die het Vaticaan steunde in de Italiaanse politiek en de stichting van het Tweede Franse Keizerrijk in Frankrijk ondersteunde.
Reyntiens kwam onder de invloed van de Engelse economisten van de Comden club, die hem tot lid maakten en hij knoopte vele vriendschapsrelaties aan met politici, economisten en leden van de aristocratie, tijdens zijn talrijke reizen naar Engeland. Hij was vol bewondering voor de Engelsen en voor de Engelse openbare instellingen en publiceerde hierover.
Hij volgde ook op de voet wat in Italië gebeurde en begroette de politieke renaissance in dat land. Hij werd een pleitbezorger van de Italiaanse eenmaking en later ook van de Duitse eenmaking.
Hij werkte mee aan l'Economiste belge, geleid door Molinari en verdediger van de vrijhandel, aan de Revue Européenne en aan de Revue de Belgique. Hij behoorde tot de stichters van de Ligue de l'enseignement, die de regeringsbeslissingen op schoolgebied voorbereidde voor de regering-Frère-Van Humbeeck.
Hij stelde zich tweemaal kandidaat in Mechelen voor de wetgevende verkiezingen, op plaatsen waar de mogelijkheid tot verkiezing gering waren.
In 1870 werd hij liberaal kandidaat voor het arrondissement Brussel en ditmaal werd hij tot senator verkozen, een mandaat dat hij bleef uitoefenen tot aan zijn dood. Hij werd een actief deelnemer aan de debatten waarin hij zijn deskundigheid kon inbrengen. Zo vroeg hij de invoering van het verplicht lager onderwijs, de opheffing van het vervangingssysteem voor lotelingen, de invoering van maatregelen tegen klerikale beïnvloeding bij verkiezingen en het verbod op vrouwen- en kinderarbeid.
In de jaren 1870, 1871, 1872, 1873, 1874 en 1875 nam hij telkens het woord tijdens het debat over de begroting van Buitenlandse zaken, waarbij sommige senatoren de inpalming van de Pauselijke Staat door Italië betreurden en hij dit integendeel toejuichte en aandrong om de diplomatieke betrekkingen met het Vaticaan te verbreken.
Ook in latere jaren bleef hij zich vooral aan het onderwijs en meer bepaald aan het volksonderwijs interesseren.
Hij bleef ook reizen. In 1867, samen met De Laveleye, bezocht hij Oostenrijk opnieuw, en reisde hij doorheen de Balkanlanden. In 1869, met dezelfde reisgezel, bezocht hij Spanje en Portugal. In 1875 bezocht hij opnieuw Italië en verbleef ook in Zwitserland waar hij in het Simplongebergte, de Cima di Jazzi beklom.
In 1876 bezocht hij opnieuw Noorwegen en werd er voor het eerst gegrepen door de kwaal die hem drie jaar later zou vellen.
Reyntiens was een gulle gastheer. In het huis en de grote tuin van zijn moeder in Mechelen ontving hij kunstenaars en geleerden. Een ervan was de Duitse erudiet Von Gumpach, die als vluchteling in Mechelen verbleef. Met de gebroeders Antoine Bessems en Jozef Bessems en andere gasten, speelde Reyntiens trio's van Mozart, Joseph Haydn en Beethoven.
Na zijn huwelijk met Flora Neyt, met wie hij een zoon en twee dochters kreeg, werd zijn woning in Brussel op de Kunstlaan een gastvrij oord. Het is daar dat een flebitis hem trof en hij plots overleed.

## Publicaties
- Le père Lacordaire, in: Revue de Belgique, 1847.
- Les débats de l'Assemblée de Francfort sur les questions de l'Eglise et de l'Instruction publique, Brussel, Decq, 1849.
- M. de Montalembert et la Belgique. Lettre d'un représentant belge à un membre de l'Assemblée législative, Brussel, Decq, 1850.
- Les Institutions d'une paroisse du Hertfordshire, in: Revue trimestrielle, 1852.
- De l'art en Portugal et de l'influence de l'Ecole flamande dans ce pays, in:  La Renaissance illustrée, 1851.
- M. Guizot et la Belgique, Gent, Vyt, 1853.
- Les contradictions du parti catholique et de M. de Montalembert, Brussel,  Decq, 1853.
- Réponse à M. de Montalembert sur les affaires de Rome, Brussel, Samuel, 1856.
- La France et le gouvernement temporel des Papes, in: Revue trimestrielle, t. XXX.
- La Révolution italienne et le parti catholique, in: Revue trimestrielle, t. XXXIII.
- Origine de la locomotive George Stephenson, in: Revue trimestrielle, 1867.
- Des fondations charitables en faveur de l'enseignement en Angleterre (id., t. I I de la seconde série).
- Mémoire sur les affaires d'Italie adressé à la diplomatie européenne, Brussel, Flatau, 1859.
- A propos d'un débat sur l'Inde, Brussel, Van Meenen, 1859.
- L'Enseignement primaire et professionnel en Angleterre et en Irlande, Parijs, Lacroix, 1864.
- Les écoles nationales et les écoles confessionnelles en Irlande, in: Rivista Europea, 1873.
- Cavour et Bismarck ou l' Unité allemande et Γ Unité italienne, Brussel, Muquard, 1875.